# Robert Holec
Robert Holec (* 22. června 1989 Dolní Poustevna) je český politik a ekonom, od roku 2024 zastupitel Ústeckého kraje, od roku 2016 starosta města Dolní Poustevna na Děčínsku, nestraník za hnutí STAN.

## Život
Vystudoval obchodní akademii v Rumburku a vyšší odbornou školu ve Varnsdorfu a vzhledem k podnikání ve službách i přes přijetí na Univerzitu Jana Evangelisty Purkyně v Ústí nad Labem již ve studiu nepokračoval.
V roce 2016 se stal starostou města Dolní Poustevna a později také předsedou Svazku obcí SEVER (funkci předsedy svazku opustil po svém zvolení krajským zastupitelem v roce 2024).
Robert Holec žije ve městě Dolní Poustevna na Děčínsku. Je ženatý, má dceru Alici.

## Politické působení
V komunálních volbách v roce 2014 kandidoval jako nezávislý za subjekt „Změna pro Poustevnu“ do Zastupitelstva města Dolní Poustevna, ale neuspěl (skončil jako první náhradník). V lednu 2016 však rezignoval na mandát zastupitele jeho stranický kolega Hynek Jirman a Holec se tak stal novým zastupitelem města. Dne 27. dubna 2016 byl pak zvolen i novým starostou obce, a to ve svých 25 letech.
V komunálních volbách v roce 2018 post zastupitele města obhájil, když jako nezávislý vedl kandidátku subjektu „MĚSTO MÉHO ŽIVOTA“. V říjnu 2018 byl po druhé zvolen starostou města. Také ve volbách v roce 2022 obhájil post zastupitele města jako nezávislý a lídr kandidátky subjektu „MĚSTO MÉHO ŽIVOTA“. V říjnu 2022 byl po třetí zvolen starostou města. Pod jeho vedením získalo město titul Vesnice Ústeckého kraje roku 2023.
V krajských volbách v roce 2020 kandidoval jako nestraník za hnutí STAN do Zastupitelstva Ústeckého kraje, ale neuspěl. Zvolen tak byl až ve volbách v roce 2024, kdy kandidoval jako nestraník za hnutí STAN na kandidátce uskupení „STAROSTOVÉ PRO ÚSTECKÝ KRAJ“ (tj. hnutí STAN a hnutí Zdraví Sport Vzdělání 2012). Působí ve Výboru pro zdravotnictví, dlouhodobě upozorňuje na specifické problémy Šluknovského výběžku, rozvíjí místní infrastrukturu a intenzivně se zajímá o zdravotnictví, zejména o možnosti přeshraniční zdravotní péče.
Ve volbách do Poslanecké sněmovny PČR v roce 2021 kandidoval jako člen hnutí STAN na 9. místě kandidátky koalice Piráti a Starostové v Ústeckém kraji, ale neuspěl. Ve volbách do Poslanecké sněmovny PČR v roce 2025 je lídrem hnutí STAN v Ústeckém kraji.